# Гарві (фільм)
«Гарві» (англ. Harvey) — американська комедія 1950 року режисера Генрі Костера, екранізація однойменної театральної п'єси Мері Чейз. У головних ролях — Джеймс Стюарт та Джозефін Халл.

## Сюжет
Елвуд П. Давд (Джеймс Стюарт) — чоловік 40-ка років, постійний відвідувач місцевих барів. Його найкращий друг — двометровий кролик Гарві, якого окрім Елвуда ніхто не бачить.
Елвуд живе зі своєю сестрою Вітою Луїзою Сіммонс (Джозефін Галл) та племінницею Міртл Мей Сіммонс (Вікторія Горн).
Через такого дивакуватого брата Віта ніяк не може видати свою дочку заміж.
Доведена до відчаю, вона відвозить Елвуда у психіатричну лікарню, але, коли при розмові з лікарем (Чарльз Дрейк) згадує, що інколи і сама бачить Гарві, лікар вирішує, що лікування потрібне саме їй.

## У ролях
- Джеймс Стюарт — Елвуд П. Давд
- Джозефін Халл — Віта Луїза Сіммонс
- Пеггі Дав — міс Келлі
- Чарльз Дрейк — доктор Ліман Сандерсон
- Сесіл Келлауей — доктор Вільям Чамлі
- Вільям Г. Лінн — суддя Омар Геффні
- Вікторія Горн — Міртл Мей Сіммонс
- Джессі Вайт — Марвін Вілсон
- Воллес Форд — водій таксі
- Ньяна Брянт — місіс Чамлі
- Грейс Міллс — місіс Етель Шавене

## Визнання
Джозефін Галл отримала премію Оскар за найкращу жіночу роль другого плану. Джеймса Стюарта було номіновано на премію Оскар за найкращу чоловічу роль.
Американський інститут кіномистецтва поставив фільм на 35-те місце у списку 100 найсмішніших американських фільмів, та на 7-ме місце у списку 10 найкращих фільмів фентезі.